# 제온 (예배식)

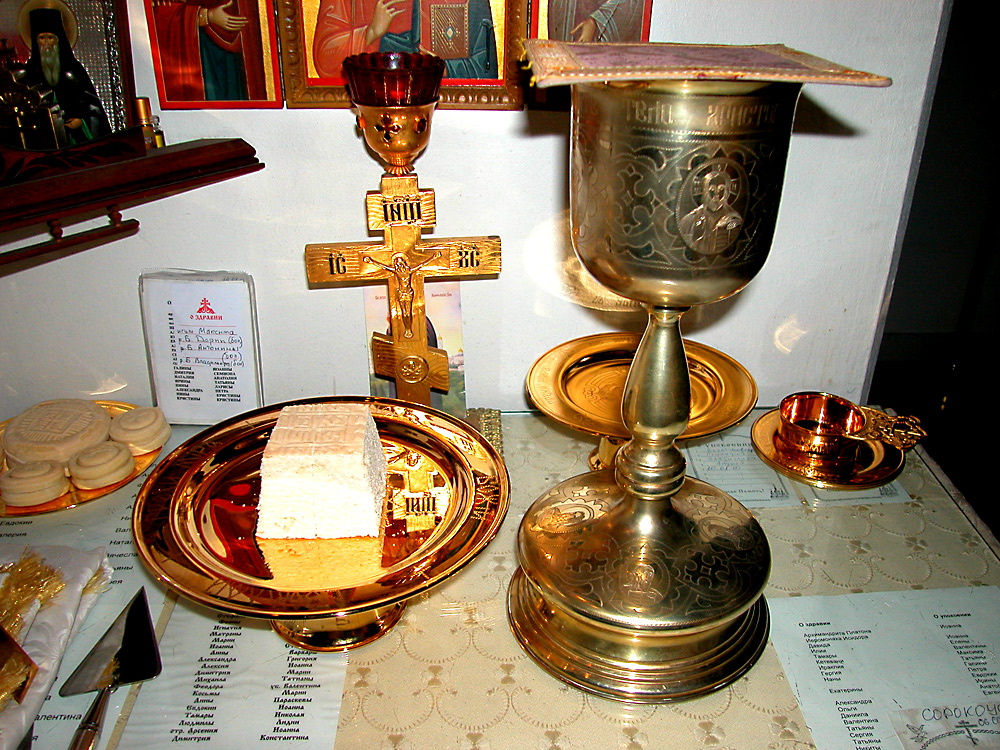
제단에 놓인 성반과 성작. 맨 오른쪽 벽에 제온과 쟁반이 있다.

제온(그리스어: ζέον)은 비잔틴 전례에 성찬예배에서 성작에 끓는 물을 넣는 전례이다. 이 전례를 하기 위해 사용되는 그릇을 설명하기 위해  명사로도 사용된다.
분병을 따라 곧바로 제대 봉사자는 보제에게 뜨거운 물이 담긴 그릇을 건네준다. 보제는 그것을 사제에게 주고 "사제여, 제온(끓는 물)을 축복하소서."이라고 말한다. 사제는 오른손으로 축복하며 말하기를 "성체와 성혈을 위한 이 제온은 이제와 항상 또 영원히 축복되나이다. 아멘." 이에 보제는 "성신으로 충만한 신앙의 제온이로다."이라고 말하며 이 끓는 물의 일부를 성작에 붓고 물로 십자성호를 그린다.
그 의식의 역사적 시작은 알려져 있지 않지만 그러나 그것은 고대에 기원의 된 것이 분명하다. 상징적으로 끓는 물은 십자가에 못 박히실 때 예수의 옆구리에서 흘러나온 물과 피을 나타내며 또한 그리스도의 몸은 생명을 주는 것이라는 기독교 신앙을 나타낸다. 정통 기독교인들은 그들이 그리스도의 부활한 몸과 피에 참여한다고 믿고 있으며, 성작의 따뜻함은 사용되는 그리스 교리와  슬라브 예식에 따라 달라진다는 것을 상기시켜준다. 그리스 관습에서 제온 그릇은 작은 접시에 놓인 아주 작은 물병처럼 생긴 경향이 있다. 대조적으로 슬라브 관습은 평평한 손잡이가 있는 컵 모양의 더 큰 그릇을 사용하며 다소 큰 접시에 놓인다. 그러나 두 전통 관습 모두 성작 전체를 데우기에 충분하다.

## 기원
물과 포도주를 섞어 마시는 관습은 고대 그리스에서 이미 존재했다. 그러나 섞이지 않은 포도주를 마시는 것은 흔치 않은 일이며, 그렇게 표시되었다. 세파르디 히브리인들은 키두쉬 포도주와 물을 섞는 메지가(meziga)라는 관습을 가지고 있었다. 이에 정교회와 세파르딤의 관습은 같은 동양의 기원을 가지고 있을 수 있다.